# Titus Manlius Torquatus

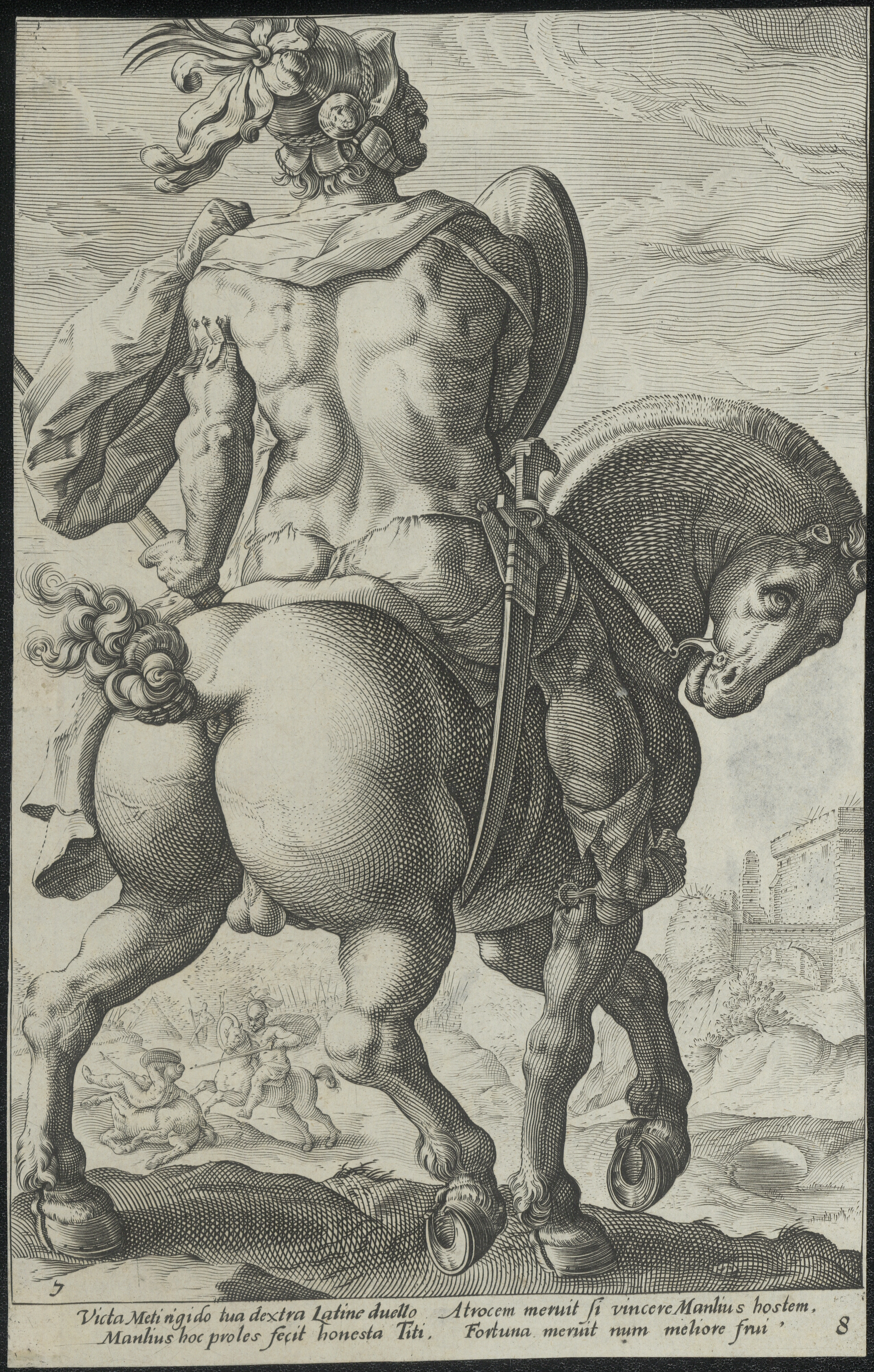
Prent van Titus Manlius te paard, gemaakt door Hendrick Goltzius.

Titus Manlius Torquatus was een Romeins consul en dictator. 
Zijn vader, Lucius Manlius, werd in 363 v.Chr. tot dictator benoemd, maar werd het jaar daarop voor het gerecht gedaagd omdat hij zijn dictatorschap onjuist zou hebben vervuld. Een andere aanklacht tegen hem was dat hij zijn zoon vanwege een spraakgebrek uit Rome verbannen zou hebben. Toen Titus hiervan hoorde heeft hij de volkstribuun Marcus Pomponius gedwongen de aanklachten in te trekken.
Deze actie maakte hem populair onder de Romeinen, en in hetzelfde jaar werd hij gekozen tot tribunus militum.
In 361 v.Chr. wist hij een Galliër te verslaan, waarna hij hem zijn torque afnam en die om zijn eigen nek hing. Dit leverde hem de bijnaam Torquatus op.
In de Latijnse Oorlog wist hij de Latijnen te verslaan. In deze oorlog herstelde hij de discipline onder de soldaten, waarbij het op straffe des doods verboden was voor de soldaten om hun post te verlaten. Toen zijn zoon Titus toch een aanval deed op een groep Latijnen heeft Torquatus zijn eigen zoon laten executeren.